# Spridningszon
En spridningszon är en plattektonisk gräns där två tektoniska plattor förflyttar sig ifrån varandra. Det heta materialet i manteln stiger upp mot litosfären vilket sker mer eller mindre samtidigt som skorpan spricker och de två plattorna drivs i motsatta riktningar, varpå nytt magmatiskt mantelmaterial väller fram mellan plattorna. Hastigheten med vilken plattorna driver isär varierar, men är vanligtvis omkring 2 centimeter om året.
Spridningszoner finns över hela jordklotet och ger upphov till olika geologiska fenomen beroende på var de bildas. En spridningszon på havsbottnen, även kallad Oceanbottenspridning, ger upphov till en mittoceanisk rygg medan den på kontinenter ger upphov till en rift, Ett exempel på detta är det Östafrikanska riftsystemet, som håller på att dela Afrika i en större och en mindre del. Om det Östafrikanska riftsystemet kommer i ett avlägsen framtid att fullständigt dela Afrika är dock ovisst.